# ゴリアドの戦い
ゴリアドの戦い（ゴリアドのたたかい、英: Battle of Goliad）は、テキサス革命の間に起きた2回目の小競り合いである。1835年10月10日早朝、反乱を起こしていたテキサス開拓者が、メキシコ領テキサスの開拓地ゴリアドに近い砦、プレシディオ・ラ・バヒアに駐屯していたメキシコ軍兵士を攻撃した。ラ・バヒアは、もう1つの大きなメキシコの砦であるプレシディオ・サンアントニオ・デ・ベハル（現在のサンアントニオ）と、テキサスの主要港であるコパーノの中間にあった。
9月、テクシャンと呼ばれたテキサスのイギリス系アメリカ人開拓者集団は、テキサスにおける反乱を鎮めるためにゴリアドに向かっていたメキシコの将軍、マルティン・ペルフェクト・デ・コスを誘拐する計画を練り始めていた。この計画は反乱の動きを調整する中央委員会によって当初は否定された。しかし、ゴンザレスの戦いでテクシャン部隊が勝利してから間もなく、マタゴルダのテクシャン民兵隊ジョージ・モース・コリンズワース大尉と隊員は、ゴリアドへの行軍を開始した。間もなくテクシャン部隊はコスとその部隊が既にサンアントニオ・デ・ベハルに向かって出発したことを知ったが、行軍は続けた。
ラ・バヒアの守備隊は人手が足りず、砦の防御線を効果的に守ることのできるような配置ができなかった。テクシャン部隊は町の人々から借りた斧で砦のドアを壊すことができ、中に入ったときにメキシコ兵のほとんどがその存在に気付いた。戦闘が30分間続いた後、フアン・ロペス・サンドバル大佐の指揮するメキシコ軍守備隊が降伏した。メキシコ兵の1名が戦死し、3名が負傷した。テクシャンは1人が負傷しただけだった。メキシコ兵の大半はテキサスを去るように指導され、テクシャン部隊は10,000ドル相当の物資と大砲数門を押収し、それらはすぐにベハル包囲戦で使うためにテクシャン軍のところに運ばれた。このテクシャン部隊の勝利によって、コス隊はベハルで海岸への道を塞がれ、援軍や物資を要請したり受け取る場合は長い陸路に頼ることになった。

## 背景
1835年、メキシコはテキサス領内で、サンアントニオ・デ・ベハルのアラモとゴリアドに近いプレシディオ・ラ・バヒアの2か所に主要守備隊を置いていた。ベハルがテキサスの政治的中心であり、ゴリアドはテキサスの主要港であるコパーノとベハルの中間に位置していた。メキシコの軍需物資や民間物資および軍人を送る場合は、通常メキシコから海上をコパーノ湾の内陸部まで送り、そこからテキサスの開拓地まで陸路を運ぶことができていた。

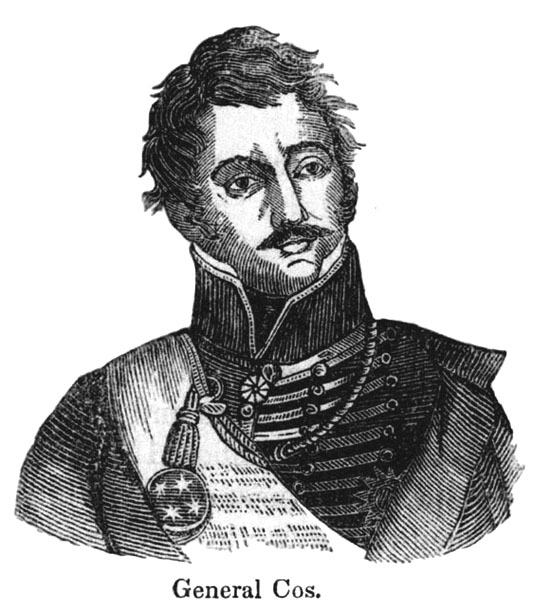
マルティン・ペルフェクト・デ・コス将軍

1835年初期、メキシコ政府が連邦制から中央集権制に移行すると、テキサスの用心深い植民地人は通信委員会と安全委員会を結成し始めた。サンフェリペ・デ・オースティンの中央委員会がその活動を調整した。テクシャンは6月に関税に対して小さな反乱を起こした。このアナウアク騒擾事件に対して、メキシコ大統領アントニオ・ロペス・デ・サンタ・アナはテキサス駐屯の部隊を追加することにした。7月、ニコラス・コンデレ大佐が200名の部隊を率いてプレシディオ・ラ・バヒアを補強した。8月、ドミンゴ・デ・ウガルテチェア大佐と共に兵士の1隊がベハールに到着した。サンタアナは反乱を鎮めるために強硬な手段が必要になることを怖れ、その義兄弟であるマルティン・ペルフェクト・デ・コス将軍に、「この国の子供となった者達がその国に対する義務を忘れ、法に従わずに自らの意志で生きていこうという望みを推し進めている。彼等全てを力で押さえつけること」と命令した。コスは約500名の部隊を率いて、9月20日にコパーノ湾で上陸した。コスは短期間でコパーノ湾の港とレフュリオに近い小さな駐屯地を巡回し、それぞれを補強するために小部隊を残した。その本隊は10月2日にゴリアドに到着した。
コスは知らなかったことだが、9月18日には既にジェイムズ・ファニン、フィリップ・ディミット、ジョン・リンなど数人のテクシャンが独自に、コパーノあるいはゴリアドでコスを捕まえる作戦を提案し始めていた。コスの軍艦がコパーノ湾に近付いているのを視認するやいなや、レフュリオの植民地人がサンフェリペ・デ・オースティンとマタゴルダに伝令を走らせ、コスが間もなく到着することを他の開拓地に知らさせた。中央委員会は、ゴリアドの砦を攻略するには大砲が無ければ不可能であると判断し、この襲撃を命令しないことにした。
ファニン、ディミット、リンはゴリアドでの攻撃計画を進めていたが、テクシャンの関心は、小さな集団がウガルテチェアの命令に従うことを拒んでいたゴンザレスに移っていた。植民地人はゴンザレスの救援のために急行し、10月2日のゴンザレスの戦いで公式にテキサス革命が始まった。コスはこの戦闘でテキサス側が勝利したことを知るとベハルに急いだ。コスは10月5日に兵士の大半と共に出発したが、適当な輸送手段が見つけられなかったために、物資の大半はラ・バヒアに残した。

## 前哨戦
10月6日、マタゴルダのテキサス民兵隊隊員がシルバナス・ハッチの家に集まった。その初めにしたことはジョージ・モース・コリンズワースを隊長（大尉）に選出することだった。続いてウィリアム・カールトンが中尉に、D・C・コリンズワースが少尉となった。指揮官を決めた後は、ラ・バヒアに向かって行軍することを決めた。彼等はコスを誘拐するつもりであり、さらに可能ならばコスが携行しているという噂のあった5万ドルを盗むつもりだった。近くの開拓地には伝令を送って彼等の意図を伝えさせた。その日の午後までに50名のテクシャンがマタゴルダを出発する用意ができていた。この行軍中に、現在では不明な理由で兵士がカールトンをクビにし、ジェイムズ・W・ムーアを新しい中尉に指名した。
翌日この遠征隊はビクトリアで停まった。そこでは間もなく他の開拓地からの英語を話す開拓者や、プラシド・ベナビデスが率いた30名のテハーノ、土地のフィリップ・ディミット、シルベストレ・デ・レオン、ホセ・マリア・ヘスス・カルバハルが合流した。正確な点呼名簿は残っていないが、歴史家のスティーブン・ハーディンは、部隊が125名にまで膨れあがったと推計している。10月9日、部隊の49人が「コリンズワースの下で志願兵となる盟約」に署名した。彼等はメキシコ連邦政府に忠実であることを誓い、連邦側に忠誠である者は誰も傷つけないことを誓った。

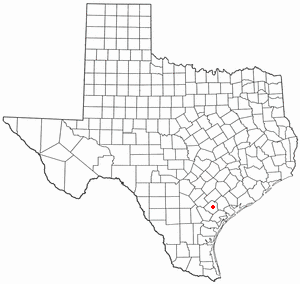
テキサスのゴリアドの場所を示す地図、戦闘は町の近くで起こった

部隊に加わった者の中に商人のフィリップ・ディミットがおり、ゴリアドの通関業者から、コスとその軍資金は既にラ・バヒアを発ってサンアントニオ・デ・ベハルに向かっているという伝言を受け取った。部隊は思いとどまることなく10月9日に出発した。アイラ・イングラムが前衛隊を率い、ゴリアドの郊外1マイル (1.6 km) で停止した。その後に続いて起こったことはほとんど不明である。この時テキサスに居なかったメキシコの将軍ビセンテ・フィリソラに拠れば、テクシャン部隊は砦の指揮官フアン・ロペス・サンドバルとその士官達を砦から引き出す作戦を立てた。10月9日にゴリアドでダンスの催しを開き、メキシコ人士官を招待したとされている。サンドバル、マヌエル・サブリエゴ大尉、ヘスス・デ・ラ・ガルサ中尉は短時間ダンスに出席したが、悪巧みを疑って砦に戻った。テキサス側の資料にはそのような話が出ていない。ディミットを含むテクシャン数人がその夜に町に入り、案内人と支援者を探そうとした。ディミットの試みが成功し、ゴリアドの近くに住むテハーノ数人がテクシャン部隊に合流した。彼等は、サンドバルが50名の兵士しか指揮していないこと、砦の防御線全体を守るには遙かに人数が足りないことを伝え、砦に対する方策を与えた。
コリンズワースが指揮するテクシャン部隊の本隊は暗闇の中で方向を誤り、道から逸れてしまった。間もなくメスキートの藪に入ってしまった。道の方へ引き返そうとしているときに、モンテレイの監獄から逃げ出してきたばかりのテキサス植民地人ベン・ミラムと出遭った。ミラムが兵卒として部隊に加わり、間もなく前衛部隊と合流できた。

## 戦闘
テクシャン部隊が合流して戦闘に備えると、町のアルカルデ（町長）に伝令を送って降伏せよという指示を伝えさせた。午後11時、アルカルデは、町が中立を守り、降伏も戦いもしないと返事をしてきた。しかし地元住民の何人かはテクシャン部隊に斧を支給してきた。テクシャンは部隊を4つの集団に分け、それぞれが異なる方向から砦に接近することとした。10月10日の夜明け前に攻撃が始まった。只一人の歩哨が何とか警報を発することができたが、即座に銃で撃たれて死んだ。テクシャンは砦北壁のドアを叩き割り、中庭に走り込んだ。騒ぎを聞いたメキシコ兵は砦を守るために壁際に戦列を作った。
メキシコ兵が発砲し、ジョージ・コリンズワース大尉が解放していた元奴隷のサミュエル・マカロックの肩に当たった。テキサス兵も反撃し、戦闘は約30分間続いた。戦闘の合間に1人のテクシャンが大声で「直ぐに出てきて降参しなければおまえ達皆を虐殺」するぞと叫んだ。メキシコ守備兵は即座に降伏した。

## 戦闘の後
マカロックが負傷した唯一のテクシャン兵であり、後に「このテキサス独立戦争で最初に血を流した者」であると主張した。この功績でマカロックは恒久的な故郷を獲得した。後のテキサス共和国の法で、解放奴隷は国内に住むことを禁じたが、1840年にテキサス議会は特別にマカロックとその家族、子孫をこの法の対象から除外することを決めた。その除外はマカロックの従軍と負傷に対する報償だった。
メキシコ兵の被害は1名ないし3名が戦死、3名ないし7名が負傷と推計されている。約20名の兵士が逃亡した。彼等はコパーノとレフュリオの守備隊にテクシャン部隊が進んで来ることを警告した。それらの守備隊は基地を放棄し、リパティトラン砦の部隊に合流した。ミランが残りの捕虜をゴンザレスまで護送した。そこには結成されたばかりのテクシャン軍がいた。テクシャン軍指揮官スティーブン・オースティンはこれらの捕虜全てに、テキサスを去り、テキサス住人に対する戦いを止めると誓うという条件で解放した。負傷したメキシコ兵1人がゴリアドに留まることを許された。そのマヌエル・サブリエゴ大尉は地元の女性と結婚した。ただし、隠密裏にこの地域でメキシコに同調する開拓者の集団を組織化し始めた。
テクシャン部隊は砦で見つけた物資を押収した。300挺のマスケット銃を見つけたが、その大半は壊れており、修理不能だった。ディミットは残された武器を使えるようにするために、2人の鉄砲鍛冶を雇った。食料、衣類、毛布などの物資は10,000ドルの価値があった。砦の新しい補給係将校であるジョン・J・リンが175樽の小麦粉とともに、多くの砂糖、コーフィー、ウィスキー、ラム酒を押収したと報告している。その後の3か月間で、これらの物資はテキサス軍の中隊間に分配された。テクシャン部隊は数門の大砲も手に入れた。
その後の数日間で、さらに多くのテキサス開拓者がラ・バヒアの部隊に合流した。その多くはマタゴルダからは最も遠く、広がりつつある開拓地のレフュリオからだった。歴史家のホバート・ヒューソンは、これらの人々は計画された攻撃の報せを受け取っていた可能性は低いと推計した。オースティンはデミットの指揮下でゴリアドに100名が残るよう命じ、残りはテキサス軍に加わって、ベハルのコス軍に向けて進軍することとした。コリンズワースはマタゴルダに戻って兵士を徴募することとしたが、10月14日、ゴリアドに残っていたテクシャンはベハルへの進軍を開始した。
コスにとってゴリアドを失ったことは、ベハルに最も近い港のあるコパーノ湾への道を絶たれたことを意味していた。ベハルに駐屯するメキシコ軍は、陸路で物資や援軍を得る必要性に迫られていた。